# Бандерольный талер
Бандерольный талер (нем. Banderolentaler) — обозначение разновидности рейхсталера 1662 и 1663 годов, отчеканенного при правлении императора Священной Римской империи, короля Венгрии и Чехии Леопольда I на монетном дворе Кремницы. Своим названием монета обязана характерному оформлению круговых надписей на аверсе и реверсе. Они расположены на ленте, внешне напоминающую бандероль (бумажную ленту для упаковки почтовых отправлений).
На аверсе помещён профиль монарха в лавровом венке. На реверсе — двуглавый орёл с мечом и скипетром в когтях, на его груди — гербовый щит в орденской цепи.
По своей сути бандерольные талеры являлись рейхсталерами, которые согласно аугсбургскому монетному уставу должны были содержать 1⁄9 кёльнской марки чистого серебра. Это соответствовало 29,23 г серебра 889 пробы, или 25,98 г чистого серебра.